# Mulheres de Areia (1993)
Mulheres de Areia é uma telenovela brasileira produzida pela TV Globo, em coprodução com a SIC de Portugal, e exibida de 1º de fevereiro a 24 de setembro de 1993, em 203 capítulos. Substituiu Despedida de Solteiro e foi substituída por Sonho Meu, sendo a 44ª "novela das seis" exibida pela emissora.
Escrita por Ivani Ribeiro, a trama foi um remake mixado de duas novelas da própria autora: Mulheres de Areia (1973) da Rede Tupi – que por sua vez é baseada na radionovela As Noivas Morrem no Mar de 1965 – e O Espantalho (1977) exibida na Record. Contou com a colaboração de Solange Castro Neves e direção de Carlos Magalhães, Ignácio Coqueiro e Wolf Maya, também diretor geral.
Contou com as participações de Glória Pires, Guilherme Fontes, Marcos Frota, Raul Cortez, Susana Vieira, Vivianne Pasmanter, Humberto Martins e Laura Cardoso.

## Enredo
Após um longo período dando aulas em uma escola na fazenda, Ruth retorna à fictícia cidade de Pontal D'Areia, para ficar junto de sua família. Ela convive com a sua irmã gêmea Raquel e os pais Isaura e Floriano. Apesar da incrível semelhança, Ruth e Raquel são completamente distintas. Enquanto Ruth é doce e de bom coração, Raquel é má, egoísta e ambiciosa e muitas de suas atitudes são acobertadas pela sua mãe. Um de seus maiores passatempos é atormentar o deficiente mental Tonho da Lua, destruindo as suas esculturas de areia. Tonho é perdidamente apaixonado por Ruth, a quem chama carinhosamente de "Rutinha".
Em uma das visitas à negócios, Marcos Assunção conhece Ruth e se encanta com a beleza da moça. Marcos é noivo de Andréia, uma mulher fútil e o noivado acontece contra a sua vontade, sendo pressionado pelo seu pai, Virgílio Assunção. Virgílio é o vice-prefeito de Pontal D'Areia e é dono de um hotel na cidade. Sabendo do romance de Marcos e Ruth, Virgílio acaba se opondo a relação e busca separar os dois, já que Ruth é pobre. Em um desses planos, ele usa Raquel para seduzir o filho e durante um encontro, Raquel se passa por Ruth e seduz Marcos. O plano de Virgílio funciona, porém, Marcos acaba ficando noivo de Raquel, que logo se apaixonará por ele, e termina o noivado com Andréia, irritando Virgílio, já que enquanto Andréia é rica e de uma família importante, Raquel é pobre e vive de maneira humilde com seus pais e a irmã, está última que sofre ao perder seu grande amor.
Após alguns planos malsucedidos de Virgílio e Andréia para separar o casal, Marcos e Raquel se casam, mas o matrimônio se transforma em um verdadeiro inferno na vida dos dois. Marcos ainda é apaixonado por Ruth e por muitas vezes acaba confundido as características das irmãs, irritando Raquel, enquanto que também nutre um ciúme da esposa, especialmente pelo seu envolvimento no passado com o bon-vivant Wanderley. Em uma das juras de amor na lua de mel, Raquel, estando bêbada, chama Marcos de Wanderley, acendendo um ataque de raiva em seu marido. Sabendo do relacionamento anterior de Raquel e dos ciúmes de Marcos, Virgílio mais uma vez se une a Andréia e decide que a ex-noiva do seu filho se relacione com Wanderley, buscando despertar os ciúmes de Raquel e aumentar a crise no casamento dela com Marcos, o que acaba acontecendo.
O casamento de Raquel e Marcos chega ao fim após Raquel cair numa cilada tramada por Andréia, Virgílio e Wanderley e ela volta para a casa dos pais. Buscando se distrair, Raquel convida Ruth para um passeio de canoa, no entanto, uma forte tempestade cai em Pontal D'Areia e as duas caem da canoa, com Ruth sendo resgatada por Tito e em seguida, reconhecida por Tonho, carregando a aliança de Raquel, que desaparece no mar. Pressionada por Tonho, Floriano e Isaura (que logo depois se arrepende), Ruth é obrigada a se passar por Raquel para evitar que Marcos caia em depressão e assim, a gêmea boa é dada como morta. Porém, Raquel sobrevive e está escondida numa gruta, sendo cuidada por Isaura e após saber do plano de Da Lua e Floriano, ela decide aproveitar o momento em que é dada como morta, antes de voltar para recuperar seu posto, tramando várias maldades contra a irmã e assustando o Da Lua, fingindo ser um fantasma, além de fazer as suas armações contra Virgílio, César, Wanderley e Andréia.
Porém, Wanderley é assassinado antes de fugir de Pontal, deixando um ar de mistério sobre a identidade de seu assassino, trazendo Virgílio, Donato, Marcos e até mesmo Ruth como suspeitos. Apesar de achar o corpo do vilão, Marcos foi apontado como o principal responsável e buscando salvar o seu grande amor, Ruth decide assumir a autoria do crime, mas em meio ao julgamento da gêmea boa, Vilma confessa o assassinato depois de quebrar uma garrafa na cabeça do cafajeste após ter sido desprezada pelo próprio, sendo a principal autora do crime. Achando que Wanderley estava vivo e prestes a concluir sua vingança contra seu primeiro alvo, Raquel dispara alguns tiros contra ele e em seguida, larga a arma de Marcos no local e volta ao seu esconderijo, mas é vista por Vasco e seu segredo logo é descoberto por Isaura.

### Tramas paralelas
Entre os núcleos paralelos, estão o da família Assunção. Virgílio é casado com Clarita, uma socialite fina e empática, e além de Marcos, ele também é pai de Malu, uma menina rebelde e debochada. Acreditando que o pai foi o responsável pelo suicídio de seu noivo, Gilberto, Malu apronta várias confusões contra a família, visando atingir Virgílio e é acobertada por Carola, a irmã de Andréia, que sempre participa dos seus planos. Malu também realiza as suas armações com Alaor, o capataz da fazenda dos Assunção, que logo acaba se tornando seu parceiro. Após não conseguir um relacionamento com Ruth, Alaor acaba se envolvendo com Malu, conseguindo domá-la. Também faz parte da família Assunção a fazendeira Arlete, que é a melhor amiga de Ruth e também um dos desafetos de Malu, sempre repreendendo as suas atitudes. Ela é noiva de César, sem saber que no passado ele teve um caso com a Ruth, com o segredo correndo em risco de vir a público após Da Lua saber de tudo e com isso, realizar várias chantagens contra o cafajeste.
Ligado à família Assunção, está também Breno Azevedo, o prefeito de Pontal D'Areia e cunhado de Virgílio, já que é irmão de Clarita. Ele vive um relacionamento complicado com Vera e também sofre com a impopularidade na cidade, sendo motivada pelo fechamento da principal praia da localidade por conta da poluição do mar. Devido ao impacto negativo no comércio local, que também acaba afetando o movimento na pousada de Virgílio, os moradores decidem criar um espantalho, que carrega uma faixa de "espanta turistas". O protesto logo é comprado por Virgílio e após descobrir o maior segredo de Vera, ele chantageia seu cunhado e o faz reabrir a praia e em seguida, o obriga a renunciar ao cargo de prefeito, com sucesso.
Além dos Assunção, também existe a família Sampaio, que é composta por Julieta, Oswaldo, Andréia e Carola. Julieta odeia que chamem pelo seu verdadeiro nome, preferindo ser chamada de Juju, dando origens a divertidos embates com Oswaldo, além de muitas vezes tentar imitar o figurino de Clarita, sendo também um dos motivos para que sua filha Andréia repreenda as atitudes da mãe. Oswaldo, no entanto, esconde da família que tem uma doença terminal e busca sempre viver os melhores momentos ao lado de sua esposa e de suas filhas, que logo acabam descobrindo o segredo do pai. Ele também trabalha como sócio numa corretora de Virgílio e ao decorrer da história, acaba se apaixonando por Arlete, o que complica o seu casamento com Julieta e também trama uma disputa contra César para ter o amor da fazendeira.
A cidade de Pontal D'Areia é sustentada pela comunidade de pescadores, que são conhecidos pelas famosas lendas do local, mas são explorados à exaustão por Donato, que é o proprietário da maioria dos barcos. Donato mora com Tonho, Glorinha e Alzira, sendo esta ultima a empregada da casa. Glorinha é alvo dos assédios de Donato, que também é contra o seu namoro com Tito, por este ser filho do seu maior rival, Chico Belo. Além disso, foi Donato quem matou o pai de Tonho e Glorinha, com Wanderley sendo o único a saber do ocorrido e com isso, guarda a foto do dia do assassinato como segredo para chantagear o pescador, que logo é descoberta por Marujo. No entanto, Tonho acaba descobrindo tudo após ter sonhado com o dia da morte do seu pai e testemunhar Donato empurrá-lo do topo da rocha na ilha. Sabendo da verdade, Da Lua promete se vingar de seu padastro.
Entre os outros personagens da trama, encontram-se a encrenqueira Tônia, que mora com o pai Zé Pedro e o irmão Reginho. Ela é proprietária do bazar de Pontal e vive brigando constantemente com Joel (que é substituído posteriormente por Victor) com quem era apaixonada. Ela é noiva de Munhoz, mas continua tendo sentimentos por Victor, mesmo após ter um relacionamento com ele no passado. Também compõem o núcleo da comunidade a divertida Manuela, que é a principal cabo eleitoral de Breno e vive discutindo com Zé Pedro por estarem em lados opostos, o médico Zé Luiz, a interesseira Maria Helena e os atrapalhados funcionários da pousada Vasco e Rozendo.

### Desfecho
Virgílio dá seu último golpe e se torna o novo presidente da corretora de valores, derrotando Oswaldo na eleição após apresentar os dados da fiança em um plano arquitetado com César, mas a farsa logo é descoberta, fazendo-o perder o cargo após ser descoberto o saque nos cofres da empresa. No entanto, o vilão começa a ter alucinações com o espantalho que montou para atacar Breno e buscando espantar a "maldição", ele decide comprar uma luta corporal com o boneco, mas acaba sofrendo um infarto e morre dentro da fonte luminosa que construiu no meio da praça de Pontal. Ao final, é revelado que Tônia era quem se disfarçava usando as roupas do boneco de palha, em um plano de vingança após sofrer com os assédios do prefeito de Pontal e para vingar a morte de Reginho, depois dele contrair meningite em um mergulho na praia contaminada.
Depois de cumprir totalmente a sua vingança contra todos os seus inimigos, Raquel decide separar Ruth de Marcos e para isso, ela reivindica tudo que tem direito, incluindo o grande amor da vida de sua irmã, com novas armações contra eles. No entanto, após a megera revelar a Zé Luiz que César abandonou Ruth ainda grávida com falsas promessas antes dela perder o bebê e lhe negar socorro, o médico decide cortar relações com seu "irmão", termina o noivado com Carola (mas reata em seguida, chegando a se casar com ela) e caminha sem rumo pelas ruas, até sofrer um atropelamento e quase morrer. Disposto a se vingar da gêmea má, César decide perseguir Raquel em sua viagem pela estrada e a própria perde a direção de seu carro e cai numa ribanceira. Mas, diferente do acidente na lancha com Ruth, ela acaba não sobrevivendo. César, sabendo que cumpriu o seu dever, foge sem deixar rastros.
Passados alguns dias após o falecimento de Raquel, Isaura acaba revelando o plano da filha predileta a Ruth, que depois de saber que Raquel dopou Marcos para ela acreditar que eles dormiram juntos, a gêmea boa decide ir atrás de seu grande amor e acaba revelando tudo a ele, que desiste da viagem e decide viver junto com Ruth, agora sem ninguém para atrapalhar o romance deles. Outros desfechos marcantes da trama é o de Da Lua, que decide viajar com o circo após ficar encantado com os espetáculos, deixando Pontal D'Areia, para a tristeza de Alzira que nunca teve seu amor correspondido, já que o artista plástico jamais esqueceu Ruth. Enquanto isso, Clarita, agora viúva, passa a viver com Alemão, assim como Oswaldo, com o caminho livre deixado por Julieta, assume o seu relacionamento com Arlete. Donato passa a pagar pelos seus crimes, sendo condenado a longos anos de prisão.

## Elenco
| Intérprete            | Personagem                                 |
| --------------------- | ------------------------------------------ |
| Glória Pires          | Ruth Araújo                                |
| Glória Pires          | Raquel Araújo                              |
| Guilherme Fontes      | Marcos Assunção                            |
| Marcos Frota          | Tonho da Lua                               |
| Raul Cortez           | Virgílio Assunção                          |
| Susana Vieira         | Clara Soares de Azevedo Assunção (Clarita) |
| Vivianne Pasmanter    | Maria Luísa Assunção (Malu)                |
| Humberto Martins      | Alaor de Almeida Passos                    |
| Sebastião Vasconcelos | Floriano Araújo                            |
| Laura Cardoso         | Isaura Araújo                              |
| Paulo Betti           | Wanderley Amaral                           |
| Paulo Goulart         | Donato Elias Vieira                        |
| Andréa Beltrão        | Antônia Batista dos Santos (Tônia)         |
| Daniel Dantas         | Breno Soares de Azevedo                    |
| Thaís de Campos       | Arlete Assunção                            |
| Henri Pagnoncelli     | César Queiroz                              |
| Isadora Ribeiro       | Vera Soares de Azevedo                     |
| Jonas Bloch           | Walter Hartmann (Alemão)                   |
| Adriano Reys          | Oswaldo Sampaio (Sampaio)                  |
| Nicette Bruno         | Julieta Sampaio (Juju)                     |
| Karina Perez          | Andréia Sampaio                            |
| Giovanna Gold         | Alzira da Silva                            |
| Eduardo Moscovis      | Tito Belo                                  |
| Gabriela Alves        | Maria da Glória (Glorinha)                 |
| Oscar Magrini         | Vítor Mesquita                             |
| Alexandra Marzo       | Carola Sampaio                             |
| Irving São Paulo      | José Luís Queiroz (Zé Luís)                |
| Edwin Luisi           | Dr. Afrânio Munhoz (Munhoz)                |
| Ricardo Blat          | Marujo                                     |
| Carlos Zara           | José Pedro Batista dos Santos (Zé Pedro)   |
| Eloísa Mafalda        | Manuela                                    |
| Joel Barcellos        | Chico Belo                                 |
| Lu Mendonça           | Maria do Carmo (Do Carmo)                  |
| Denise Milfont        | Vilma de Souza                             |
| Antônio Pompeo        | Servílio de Souza                          |
| Stepan Nercessian     | Delegado Rodrigo Flores                    |
| Suely Franco          | Celina de Almeida Passos                   |
| Serafim Gonzalez      | Garnizé                                    |
| Cibele Larrama        | Luzia                                      |
| Alexia Deschamps      | Maria Helena                               |
| João Carlos Barroso   | Daniel                                     |
| Marcelo Mansfield     | Santiago                                   |
| Germano Filho         | Ataliba                                    |
| Theresa de Castro     | Cida                                       |
| Carmen Mello          | Diva                                       |
| Maurício Ferrazza     | Vasco                                      |
| Toi Bressane          | Rozendo                                    |
| Marco Miranda         | Duarte                                     |
| Chico Tenreiro        | Mathias                                    |
| Fabrício Bittar       | Reginaldo Batista dos Santos (Reginho)     |

### Participações especiais
| Intérprete                     | Personagem                                   |
| ------------------------------ | -------------------------------------------- |
| Evandro Mesquita               | Joel Mesquita                                |
| Wolf Maya                      | Dr. Otacílio Galvão, advogado de Ruth        |
| Fernando José                  | Detetive Benvenutti                          |
| Cláudio Cavalcanti             | Dr. Murilo, promotor do julgamento de Ruth   |
| Totia Meireles                 | Sônia, secretária de Sampaio                 |
| Felipe Carone                  | Comendador Giacomani, pretendente de Andréia |
| Moacyr Deriquém                | Giacomini, irmão de Giacomani                |
| Luciano Vianna                 | Tavinho, amigo de Malu                       |
| Cleyde Blota                   | Hilda                                        |
| Dary Reis                      | Bastião, cúmplice de Donato                  |
| Mara Manzan                    | Joana, empregada dos Assunção                |
| Ingrid Guimarães               | Jurema, uma das empregadas de Malu           |
| Sônia de Paula                 | Lurdes, empregada dos Assunção               |
| Roney Villela                  | Carijó, pescador de Pontal D'Areia           |
| Ignácio Coqueiro               | Gilberto, morto noivo de Malu                |
| Suzana Abranches               | Mariah, amiga de Malu                        |
| Jorge Cherques                 | Abílio, namorado rico de Juju                |
| Ênio Santos                    | Joaquim, escrivão da delegacia               |
| Kleber Drable                  | Padre João                                   |
| Luciano Rabelo                 | Duda, amigo de Malu                          |
| Ronaldo Tasso                  | Igor, amigo de Malu                          |
| Dayse Tenório                  | Alice, primeira governanta dos Assunção      |
| Ângela Tornatore               | Berenice, empregada dos Sampaio              |
| Eliska Altmann                 | Krika, amigo de Malu                         |
| Leonardo Miranda               | Jota, amigo de Malu                          |
| Eliska Altman                  | Krika, amigo de Malu                         |
| Ivan Senna                     | médico de Malu                               |
| Vinícius Marques               | Daniel, funcionário de Virgílio              |
| Natalia Timberg                | Áurea, juíza do julgamento de Ruth           |
| Renato Rabello                 | editor da revista em que Malu posa nua       |
| Francisco Dantas               | padre do casamento de Raquel e Marcos        |
| Paulo Gracindo                 | padre do casamento de Carola e Zé Luís       |
| Cláudio Boeckel                | o espantalho nos sonhos de Virgílio          |
| Lafayette Galvão               | médico do sanatório                          |
| Paulo Nigri                    | advogado                                     |
| Cláudio Ayres da Motta         | pai de Tonho da Lua                          |
| Graziela di Laurentis          | Ruth (dublê)                                 |
| Graziela di Laurentis          | Raquel (dublê)                               |
| Bia Feres                      | Raquel (criança)                             |
| Branca Feres                   | Ruth (criança)                               |
| Andre Luiz Klevenhusen         | Tonho da Lua (criança)                       |
| Chitãozinho & Xororó           | Eles mesmos                                  |
| Asa Branca                     | ele mesmo                                    |
| Isabel do Vôlei                | ela mesma                                    |
| Grande Circo Popular do Brasil | eles mesmos                                  |
| Easy Rider                     | eles mesmos                                  |

## Produção
Para escrever a trama, Ivani Ribeiro se inspirou em uma radionovela de sua autoria chamada As Noivas Morrem no Mar, escrita em 1965. Essa radionovela foi inspirada no filme Uma Vida Roubada, lançado em 1946, com Bette Davis no papel das gêmeas.
Em 1990 Ivani apenas cogitou fazer um remake de Mulheres de Areia. Porém como ela não estava satisfeita com O Sexo dos Anjos, que era adaptação de O Terceiro Pecado, ela optou por abandonar o projeto. Em 1991 a autora foi escalada para substituir Manoel Carlos no "horário das seis", e então decidiu adaptar Mulheres de Areia e O Espantalho em uma mesma obra.
Nas cenas em que as gêmeas contracenavam, Glória Pires contava com a ajuda de Graziela de Laurentis, que surgia de perfil ou de costas. A produção fez com que a aparência entre elas ficasse o mais igual possível.
Assim como na versão de 1973, as esculturas de areia de Tonho da Lua eram feitas pelo ator Serafim Gonzalez, que desta vez, contava com o auxílio do filho, Daniel. Os  dois chegavam três horas antes da equipe e a faziam até quatro esculturas por dia. Serafim atuou nas duas versões da trama. Em 1973, interpretou Alemão; nessa versão foi o cozinheiro Garnizé, personagem criado especialmente para ele.

### Escolha do elenco
De imediato, por seu trabalho como as gêmeas Ruth e Raquel na versão original, Eva Wilma foi convidada por Ivani para compor o elenco, porém por estar no ar na novela Pedra sobre Pedra, não aceitou o convite. A autora queria somente Glória Pires para protagonizar a novela, porém como ela engravidou na época não pôde aceitar o convite. Cogitaram-se, então, Lúcia Veríssimo e Maria Padilha, que tinha acabado de sair da telenovela O Dono do Mundo em 1991. Diante da insistência de Ivani em ter apenas Glória Pires no papel, a solução foi esperar. Então, a novela foi adiada mais uma vez e Felicidade acabou sendo prolongada em quase 50 capítulos. Walther Negrão foi chamado então para escrever a substituta de Felicidade, no espaço que seria da cidade cenográfica de Mulheres de Areia; Despedida de Solteiro foi criada, com Reynaldo Boury e Carlos Manga Filho remanejados para Despedida de Solteiro.
Inicialmente, cogitou-se Cecil Thiré e José Wilker como intérpretes de Virgílio, porém o papel ficou com Raul Cortez. Marcos Frota, que estava confirmado como Tonho da Lua quando o remake entrou em pré-produção em 1992, disputou o papel com Ângelo Antônio, Eduardo Moscovis e Irving São Paulo, ficando com o papel. Porém, os dois últimos participaram da telenovela como o pescador Tito e o médico Zé Luís, respectivamente.
Ivani e Wolf decidiram que o papel era de Glória Pires, porém ela tinha acabado de dar a luz à sua filha e demorou a aceitar o convite. Com a recusa de Glória, cogitou-se Cláudia Abreu, Malu Mader e Carolina Ferraz, que à época era apresentadora do Fantástico. Mas Glória voltou atrás e aceitou o convite após ler a sinopse da telenovela a pedido do diretor artístico, Paulo Ubiratan, conseguindo autorização para amamentar sua filha nos estúdios. O ator e cantor Evandro Mesquita, intérprete de Joel, foi afastado da trama devido a divergências com Ivani, que não gostou do tom cômico que ele imprimiu no personagem, um sujeito de caráter duvidoso. Posteriormente, Oscar Magrini entrou para substituí-lo no papel de Vítor, um primo de Joel. A atriz Dayse Tenório já havia gravado cenas como Alice, a governanta dos Assunção. A atriz, no entanto, morreu prematuramente dias antes da estreia da trama. As cenas que Dayse gravou até o capítulo 13 foram mantidas, e posteriormente, a personagem foi substituída por Diva, interpretada por Carmen Mello.

### Abertura
A modelo Mônica Carvalho, que ainda não havia estreado como atriz, foi a estrela da abertura, cujo tema musical era "Sexy Iemanjá", canção de Pepeu Gomes. Na abertura, Mônica surge nua, ora da água, ora da areia, simbolizando a personalidade das gêmeas Ruth e Raquel: o azul das águas representava a suavidade de Ruth, já o tom vermelho das areias representava a intensidade de Raquel. Efeitos de computação gráfica fazem com que as imagens da modelo fiquem de costa uma para a outras, até que ela se transforma numa única mulher.

## Exibição

### Reprises
Foi reprisada pela primeira vez no Vale a Pena Ver de Novo entre 25 de novembro de 1996 a 25 de abril de 1997, em 110 capítulos, substituindo Meu Bem, Meu Mal e sendo substituída por A Viagem. Foi reprisada pela segunda vez no Vale a Pena Ver de Novo entre 12 de setembro de 2011 a 09 de março de 2012, em 129 capítulos, substituindo O Clone e sendo substituída por Chocolate com Pimenta. Durante a exibição desta reprise, o capítulo de número 46, que seria exibido em 14 de novembro, uma segunda-feira, não foi ao ar devido à transmissão do amistoso de futebol entre Brasil e Egito.
Foi reprisada na íntegra pelo Viva entre 29 de fevereiro a 21 de outubro de 2016, substituindo Despedida de Solteiro (sua antecessora também na exibição original em 1993) e sendo substituída por A Gata Comeu.
Foi reprisada pela terceira vez na faixa intitulada Edição Especial entre 26 de junho de 2023 a 15 de março de 2024, em 189 capítulos, substituindo Chocolate com Pimenta (que foi sua sucessora na reprise no Vale a Pena Ver de Novo em 2012) e sendo substituída por Cheias de Charme na faixa das 14h40. Não foi ao ar no dia 22 de dezembro de 2023 por conta da cobertura jornalística da final da Copa do Mundo de Clubes da FIFA entre Fluminense e Manchester City. Nos dias 13 e 14 de fevereiro de 2024, a trama não foi exibida para os estados de São Paulo (terça-feira de carnaval) e Rio de Janeiro (quarta-feira de cinzas) devido à exibição dos compactos dos desfiles das escolas de samba do Grupo Especial nas respectivas capitais, antecedendo as transmissões das apurações. Essa reprise acontece em ocasião aos 30 anos de sua estreia. Além disso, a novela chegou a ser uma das candidatas para inaugurar a faixa nas tardes da Globo, mas foi preterida por O Cravo e a Rosa. O compacto dos melhores momentos da semana da novela era exibido aos sábados apenas para os estados da Bahia, Ceará, Espírito Santo e Goiás, sendo a última trama a exibir tal formato.

### Outras mídias
Em 29 de março de 2021, foi disponibilizada no Globoplay, como parte do Projeto Resgate, a partir da versão exibida no canal Viva, com imagem em 16:9. Em 18 de março de 2024, foi atualizada pela plataforma de streaming da Globo como parte do Projeto Originalidade, com a atualização para o formato de exibição original; com o formato de imagem restaurado em 4:3, além de aberturas, vinhetas de intervalo e encerramento originais.

### Classificação indicativa
Em agosto de 2011, a emissora teve que adequar a novela para a classificação 'L - Livre para todas as idades", Com isso a primeira adequação foi eliminar a nudez da abertura de Mulheres de Areia e a Globo usou recursos de computação para que os seios de Mônica Carvalho não aparecessem. 
Em 11 de outubro de 2011, a emissora foi notificada que a trama apelaria para o assédio moral, nudez sugestiva e apologia ao tabagismo e ao alcoolismo. Com isso, a trama conteria cenas inadequadas para menores de dez anos. A emissora teve que fazer mais cortes, evitando que cenas impróprias para o horário vespertino fossem exibidas, atendendo à classificação "10 anos - Este programa contém cenas inadequadas para menores de dez anos". 
Em junho de 2012, logo após o fim da segunda reprise, o Ministério da Justiça reclassificou a trama como inadequada para menores de doze anos. Em julho de 2023, durante a sua terceira reprise nas tardes da Globo, o Ministério da Justiça reclassificou novamente a obra. Dessa vez como inadequada para menores de quatorze anos. Assim como na reprise de 2011, a Globo também utilizou efeitos especiais para esconder os seios de Mônica Carvalho, visando se adequar a classificação indicativa de inadequada para doze anos até então, além de reduzir o tempo de arte da abertura e utilizar uma nova versão da música principal.

## Repercussão
Os cantor Luciano Camargo e o blogueiro Hugo Gloss colocaram a novela em sua lista pessoal de melhores novelas brasileiras de todos os tempos.

### Audiência
Em sua exibição original no horário das 18 horas que foi de 1.º de fevereiro a 25 de setembro de 1993, a novela obteve média geral de 50 pontos, qualificada como "megassucesso", que na época tinha meta de 35 pontos.
Primeira reprise
Sua primeira reprise no Vale a Pena Ver de Novo em 1996, teve uma média geral de 28 pontos.
Segunda reprise
Em seu primeiro capítulo de sua segunda reprise, exibido no dia 12 de setembro de 2011, os índices foram os mesmos conseguidos no primeiro capítulo da antecessora da faixa, O Clone, que conseguiu 15 pontos. Os índices são considerados satisfatórios para o horário vespertino. No dia 20 de setembro, os índices caíram mais ainda, registrando uma média de 12 pontos, o índice mais baixo da reprise até então. No início de setembro até meados de outubro, a audiência ficou em baixa, mas logo depois foi reconquistando o público de O Clone e recuperando parte do que havia perdido com a reprise de Sete Pecados, antecessora de O Clone. No dia 15 de novembro, a audiência foi surpreendente, e registrou 21 pontos com pico de 25.[carece de fontes?] Em seu último capítulo, exibido no dia 9 de março, registrou média de 19 pontos.
Terceira reprise
Reestreou com 12,8 pontos, mantendo os bons números da faixa de edições especiais. O segundo capítulo registrou 13,2 pontos. O quarto capítulo registrou 13,8 pontos. Em 28 de setembro de 2023, bateu recorde com 14,1 pontos, exibindo o acidente das gêmeas protagonistas. Em 23 de janeiro de 2024, bateu seu segundo recorde com 14,6 pontos exibindo o retorno de Raquel à mansão dos Assunção. O último capítulo registrou 13,1 pontos. Teve média geral de 12,6 pontos, mantendo o público da faixa das 14h.

## Trilha sonora

### Mulheres de Areia
Mulheres de Areia, comumente chamada de Mulheres de Areia - Nacional, é a trilha sonora nacional da homônima telenovela brasileira de 1993 da Globo, lançada em CD, K7, e LP pela Som Livre, em março de 1993 no Brasil, e posteriormente, naquele mesmo ano, em Portugal, pela Som Livre e Columbia Records.
Mulheres de Areia conta com direção musical de Mariozinho Rocha, produção musical de Roger Henri, e masterização de Sérgio Seabra. A capa do álbum é estampada por Glória Pires como a gêmea boa da novela, Ruth, enquanto a contracapa é estampada por Glória Pires como a gêmea má da novela, Raquel. 
O álbum abre com a canção "Ai Ai Ai Ai Ai", composição de Ivan Lins e Vitor Martins, interpretada por Ivan Lins, e que é tema da gêmea má Raquel, interpretada por Glória Pires. A segunda faixa é "Pensando em Minha Amada", balada romântica sertaneja interpretada pela dupla Chitãozinho & Xororó, composta por Serginho Sá e Carlos Colla, e que servia de tema de Alaor (Humberto Martins). A seguir vem a canção interpretada por Pepeu Gomes, e escrita por ele e Tavinho Paes, "Sexy Yemanjá", tema de abertura e de encerramento da telenovela. 
"Encontro das Águas", quarta faixa de Mulheres de Areia, foi composta por Jota Maranhão e Jorge Vercillo, é embalada pela voz de Maurício Mattar, e serve de tema de Marcos Assunção, vivido por Guilherme Fontes. "Caminhos Cruzados", cantada por Gal Costa com participação especial de Tom Jobim, foi composta por ele e Newton Mendonça, é tema de Clarita Assunção, vivida por Susana Vieira. A sexta faixa, "Ovelha Negra", famosa composição de Rita Lee, ganha nova versão feita pela banda Os Fantasmas, e é tema de Malu Assunção, vivida por Vivianne Pasmanter.
A sétima canção, "Paraíso", interpretada por Marianna Leporace, e composta por Danilo Caymmi e Dudu Falcão, serve de tema da locação Pontal d’Areia. A seguir vem a faixa instrumental "Down", composição de Franco Perini, e executada pelo grupo T Set Squad. A nona faixa, "Toque de Emoção", interpretada pela cantora Joanna, foi composta por Mauro Motta e Arnaldo Saccomani, e serve de tema de Andréia Sampaio, interpretada por Karina Perez.
A décima faixa de Mulheres de Areia, "A Vida É Festa", foi composta por Dito, é interpretada pelo grupo baiano de axé music Banda Beijo, e serve de tema da aldeia de pescadores. A décima primeira canção do álbum, "Desafios", é cantada por Simone, sendo a segunda composição de Ivan Lins e Vitor Martins a integrar o álbum, e serve como tema de Arlete Assunção, vivida pela atriz Thaís de Campos.
A canção "Figura", décima segunda faixa do álbum,  foi composta por Djavan e Orlando Morais, sendo interpretada pelo último, e serve de tema da gêmea boa, Ruth, também vivida por Glória Pires. A seguir vem a faixa "Fantasia Real", segunda composição de Danilo Caymmi e Dudu Falcão a entrar para a trilha sonora, é interpretada por Byafra, e serve como tema de Tonho da Lua, vivido por Marcos Frota.
A famosa canção Gîtâ, composta por Raul Seixas e Paulo Coelho em 1974, e interpretada pelo primeiro, é a décima quarta faixa do álbum, e serve de tema de Tônia, vivida por Andrea Beltrão. A seguir vem a canção em inglês "Dirty Game", composta por Rogério Vaz, Auder Junior, e Marcelo Alvares, é interpretada pela banda Easy Rider, e serve como tema dos amigos de Malu Assunção. A trilha sonora Mulheres de Areia termina com a canção instrumental "Voyager", escrita e interpretada por Franco Perini.

#### Lista de faixas
| N.º            | Título                    | Compositor(es)                           | Artista(s)                         | Duração |  |
| 1.             | "Ai Ai Ai Ai Ai"          | Ivan Lins Vitor Martins                  | Ivan Lins                          | 4:06    |  |
| 2.             | "Pensando em Minha Amada" | Serginho Sá Carlos Colla                 | Chitãozinho & Xororó               | 3:37    |  |
| 3.             | "Sexy Yemanjá"            | Pepeu Gomes Tavinho Paes                 | Pepeu Gomes                        | 3:45    |  |
| 4.             | "Encontro das Águas"      | Jota Maranhão Jorge Vercillo             | Maurício Mattar                    | 4:13    |  |
| 5.             | "Caminhos Cruzados"       | Tom Jobim Newton Mendonça                | Gal Costa (com part. de Tom Jobim) | 3:39    |  |
| 6.             | "Ovelha Negra"            | Rita Lee                                 | Os Fantasmas                       | 3:55    |  |
| 7.             | "Paraíso"                 | Danilo Caymmi Dudu Falcão                | Marianna Leporace                  | 2:46    |  |
| 8.             | "Down" (instrumental)     | Franco Perini                            | T Set Squad                        | 1:32    |  |
| 9.             | "Toque de Emoção"         | Mauro Motta Arnaldo Saccomani            | Joanna                             | 4:42    |  |
| 10.            | "A Vida É Festa"          | Dito                                     | Banda Beijo                        | 3:50    |  |
| 11.            | "Desafios"                | Lins Martins                             | Simone                             | 4:02    |  |
| 12.            | "Figura"                  | Djavan Orlando Morais                    | Orlando Morais                     | 3:43    |  |
| 13.            | "Fantasia Real"           | Caymmi Falcão                            | Byafra                             | 3:40    |  |
| 14.            | "Gîtâ"                    | Raul Seixas Paulo Coelho                 | Raul Seixas                        | 4:50    |  |
| 15.            | "Dirty Game"              | Rogério Vaz Auder Junior Marcelo Alvares | Easy Rider                         | 2:52    |  |
| 16.            | "Voyager" (instrumental)  | Perini                                   | Franco Perini                      | 1:30    |  |
| Duração total: | Duração total:            | Duração total:                           | Duração total:                     | 56:42   |  |

### Mulheres de Areia - Internacional
Mulheres de Areia - Internacional é o segundo álbum da trilha sonora da telenovela brasileira de 1993 da Globo, Mulheres de Areia, lançado em CD, K7, e LP pela Som Livre, em julho de 1993.
O álbum, composto apenas de  canções em inglês, conta com direção musical de Mariozinho Rocha, produção musical de Roger Henri, seleção de repertório por Sérgio Motta e masterização de Sérgio Seabra. A capa é estampada por Guilherme Fontes como Marcos Assunção, seu personagem na telenovela. 
Mulheres de Areia - Internacional, apesar de ter sido um sucesso de vendas em 1993, é uma das trilhas internacionais que pouquíssimas vezes foi executada dentro da trama, com apenas 4 das 15 faixas sendo tocadas em cenas da novela. São elas: "Let It Be Me", de Ouriel, "Easy", composição de Lionel Richie na versão de Faith No More, "Bed of Roses", de Bon Jovi, e "No Ordinary Love" da banda Sade. Todo o restante foi apresentado nas vinhetas de encerramento dos capítulos, um recurso que se tornaria comum nos anos 90. 
O disco abre com Faith No More e sua regravação de "Easy", da banda Commodores, segue com "Sweat (A la la la la Long)", de [Inner Circle]]. Bon Jovi vem na sequência com "Bed of Roses", seguido de "See the Light", da banda alemã de eurodance Snap!. Ouriel Clark, ou simplesmente Ouriel, traz a sua regravação de "Let It Be Me", e esta é sucedida pela banda belga Clouseau, que traz a versão em inglês de "Daar Gaat Ze", que se tornou "Close Encounters". 
Kenny G. participa com "Forever in Love" que, surpreendentemente, está inteira em todos os formatos lançados para a trilha sonora à época (CD, LP e K7), um fato bastante incomum para uma faixa instrumental, já que era rotineiro que elas fossem cortadas. O trio Midi, Maxi & Efti comparece com o suceso "Bad Bad Boys", e Tone Lōc vem resgatado de 1989 com "Wild Thing".
Elton John participa com "Simple Life", seguido de Double You, com "Looking at My Girl". A banda Sade vem logo depois com a emblemática "No Ordinary Love". No CD, a canção está em sua versão completa, no LP, editada em 4:41, e em K7, ainda menor, coisa que ocorreu também com as faixas de Snap! e Elton John, o que significa que a trilha sonora teve 3 masters diferentes para os 3 formatos, um fato único até hoje. Franco Perini vem disfarçado de Frank Shadow com a instrumental "Latin Motion", e "Maxi Priest" vem com a versão single de "Groovin' in the Midnight". O disco é fechado por Franco Perini com a instrumental "The Colour of the Risk". 

#### Lista de faixas
| Mulheres de Areia - Internacional – Edição em LP |                                         |                                                                              |                   |         |  |
| N.º                                              | Título                                  | Compositor(es)                                                               | Artista(s)        | Duração |  |
| 1.                                               | "Easy"                                  | Lionel Richie                                                                | Faith no More     | 3:05    |  |
| 2.                                               | "Sweat (A La La La La Long)"            | Ian Lewis Roger Lewis                                                        | Inner Circle      | 3:45    |  |
| 3.                                               | "Bed of Roses"                          | Jon Bon Jovi                                                                 | Bon Jovi          | 4:44    |  |
| 4.                                               | "See the Light"                         | Benito Benites John "Virgo" Garrett III Thea Austin Penny Ford Durron Butler | Snap!             | 3:45    |  |
| 5.                                               | "Let It Be Me"                          | Manny Curtis Pierre Delanoë Gilbert Bécaud                                   | Ouriel            | 3:34    |  |
| 6.                                               | "Close Encounters" ("Daar Gaat Ze")     | Jan Savenberg                                                                | Clouseau          | 3:48    |  |
| 7.                                               | "Forever in Love" (instrumental)        | Kenny G                                                                      | Kenny G           | 4:56    |  |
| 8.                                               | "Bad Bad Boys"                          | Pär Aronsson Maxi Berhanu Efti Teclehaimanot Midi Berhanu                    | Midi, Maxi & Efti | 3:25    |  |
| 9.                                               | "Wild Thing"                            | Marvin Young Anthony Terrell Smith Matt Dike Michael Ross                    | Tone Lōc          | 4:25    |  |
| 10.                                              | "Simple Life"                           | Elton John Bernie Taupin                                                     | Elton John        | 4:19    |  |
| 11.                                              | "Looking at My Girl"                    | Franco Amato Andrea de Antoni Alessandro Angeletti William Naraine           | Double You        | 3:15    |  |
| 12.                                              | "No Ordinary Love"                      | Sade Adu Stuart Matthewman                                                   | Sade              | 4:41    |  |
| 13.                                              | "Latin Motion" (instrumental)           | Franco Perini                                                                | Frank Shadow      | 1:36    |  |
| 14.                                              | "Groovin' in the Midnight"              | David Morales Max Elliott Handel Tucker Michael Bennett                      | Maxi Priest       | 4:08    |  |
| 15.                                              | "The Colour of the Risk" (instrumental) | Perini                                                                       | Franco Perini     | 1:29    |  |
| Duração total:                                   | Duração total:                          | Duração total:                                                               | Duração total:    | 54:55   |  |

| Mulheres de Areia - Internacional – Edição em CD |                                         |                                                                              |                   |         |  |
| N.º                                              | Título                                  | Compositor(es)                                                               | Artista(s)        | Duração |  |
| 1.                                               | "Easy"                                  | Lionel Richie                                                                | Faith no More     | 3:05    |  |
| 2.                                               | "Sweat (A La La La La Long)"            | Ian Lewis Roger Lewis                                                        | Inner Circle      | 3:45    |  |
| 3.                                               | "Bed of Roses" (single video edit)      | Jon Bon Jovi                                                                 | Bon Jovi          | 5:03    |  |
| 4.                                               | "See the Light"                         | Benito Benites John "Virgo" Garrett III Thea Austin Penny Ford Durron Butler | Snap!             | 5:42    |  |
| 5.                                               | "Let It Be Me"                          | Manny Curtis Pierre Delanoë Gilbert Bécaud                                   | Ouriel            | 3:50    |  |
| 6.                                               | "Close Encounters" ("Daar Gaat Ze")     | Jan Savenberg                                                                | Clouseau          | 3:48    |  |
| 7.                                               | "Forever in Love" (instrumental)        | Kenny G                                                                      | Kenny G           | 4:56    |  |
| 8.                                               | "Bad Bad Boys"                          | Pär Aronsson Maxi Berhanu Efti Teclehaimanot Midi Berhanu                    | Midi, Maxi & Efti | 3:23    |  |
| 9.                                               | "Wild Thing"                            | Marvin Young Anthony Terrell Smith Matt Dike Michael Ross                    | Tone Lōc          | 4:23    |  |
| 10.                                              | "Simple Life"                           | Elton John Bernie Taupin                                                     | Elton John        | 6:24    |  |
| 11.                                              | "Looking at My Girl"                    | Franco Amato Andrea de Antoni Alessandro Angeletti William Naraine           | Double You        | 3:15    |  |
| 12.                                              | "No Ordinary Love"                      | Sade Adu Stuart Matthewman                                                   | Sade              | 7:16    |  |
| 13.                                              | "Latin Motion" (instrumental)           | Franco Perini                                                                | Frank Shadow      | 3:53    |  |
| 14.                                              | "Groovin' in the Midnight"              | David Morales Max Elliott Handel Tucker Michael Bennett                      | Maxi Priest       | 4:08    |  |
| 15.                                              | "The Colour of the Risk" (instrumental) | Perini                                                                       | Franco Perini     | 1:29    |  |
| Duração total:                                   | Duração total:                          | Duração total:                                                               | Duração total:    | 66:21   |  |

Notas
1. 1 2  Pseudônimo de Franco Perini.

## Prêmios
APCA (1993)
- Melhor Atriz - Glória Pires[53]

Troféu Imprensa (1993)
Melhor Atriz - Glória Pires
Prêmio TV Press (1993)
- Melhor Atriz - Glória Pires[55]